# John Masefield

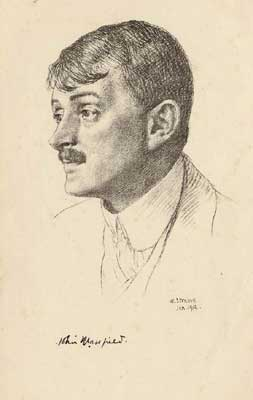
John Masefield, 1912

John Edward Masefield (* 1. Juni 1878 in Ledbury, Herefordshire; † 12. Mai 1967 in Abingdon, Oxfordshire) war ein britischer Autor, der vor allem für seine realistische bis mystische Lyrik bekannt ist. Von 1930 bis zu seinem Tod war Masefield Poet Laureate der britischen Krone.

## Leben und Wirken
John Masefield wurde in einer ländlichen Region im Westen Englands an der Grenze zu Wales als Sohn eines Rechtsanwalts geboren und besuchte das traditionsreiche Internat King’s School in Warwick, aus dem er kurz vor seinem 13. Geburtstag floh. Er heuerte kurz darauf auf dem Schulschiff HMS Conway der Royal Navy an, wo er als Junior Officer ausgebildet wurde. Bis zum 21. Lebensjahr fuhr er vorwiegend auf dem Atlantik auf Passagierschiffen und ging in mehreren Ländern verschiedenen Tätigkeiten nach, bevor er wegen einer Krankheit 1897 nach England zurückkehren musste. Hier begann er mit seiner literarischen Tätigkeit.
Seine erste Gedichtsammlung Saltwater Ballads von 1902 (dt. 1951 als „Salzwasserballaden“ erschienen) schildert das Leben auf See und in fernen Ländern in derber, realistischer Sprache und begründete Masefields Ruf als Chronist der Matrosen und Vagabunden. Aus der Sammlung hat es das Gedicht Sea Fever, eine Hommage an das klassische Werk The Seafarer, in die englischen Schulbücher und den literarischen Kanon geschafft. Mehrere Gedichte der Sammlung wurden von John Ireland, Rebecca Clarke und Gerard Boedijn vertont.
In den Jahren 1911–1913 veröffentlichte er je ein episches Gedicht: The everlasting Mercy über die Bekehrung eines Wilderers und Trunkenboldes, The Widow in the Byestreet über einen an der Liebe scheiternden jungen Mann und seine verzweifelte Mutter und The Dauber über einen dilettantischen Maler, dem es nicht gelingt, das Meer in seiner Wirklichkeit auf die Leinwand zu bringen. Eine maßgebliche Studie über Leben und Werk William Shakespeares erschien ebenfalls 1911. Diese Werke brachten Masefield die Aufnahme in das Academic Committee of the Royal Society of Literature (1913) ein.
Im Ersten Weltkrieg diente Masefield als freiwilliger Sanitätshelfer, nach dem Krieg ließ er sich in Oxford nieder und verarbeitete seine Kriegserlebnisse insbesondere in der Schlacht an der Somme in The Old Front Line. 1919 erschien die ausdrucksstarke Beschreibung der Fuchsjagd Reynard the Fox. In den folgenden Jahren experimentierte Masefield mit dramatischen Werken und verfasste zwei mystisch beeinflusste Kinderbücher The Midnight Folk (dt. „Das Mitternachtsvolk“) und The Box of Delights (dt. „Das Wunderbare Kästchen“) (verfilmt durch die BBC). Daneben schrieb Masefield einige realistische Abenteuerromane wie The Bird of Dawning (1933, dt. „Der goldene Hahn“) und zwei weitere Werke zu Kriegsthemen: Gallipoli (1916) und The Nine Days Wonder (1941) über die Schlacht um Dünkirchen.
Zudem war John Masefield ab 1918 Mitglied der Jury für die Vergabe des Hawthornden-Preises, des ältesten Literaturpreises in Großbritannien.
Für das erste, vom damaligen Dompropst George Bell ins Leben gerufene Canterbury Festival im Jahr 1929 schuf er das Drama The Coming of Christ, das mit Musik von Gustav Holst fünf erfolgreiche Aufführungen in der Canterbury Cathedral erlebte.
1930 wurde er von König Georg V. zum Poet Laureate, dem nationalen Dichter des Vereinigten Königreiches, berufen und schuf Gedichte für offizielle Anlässe im Auftrag der Krone. Ebenfalls 1930 wurde er als Ehrenmitglied in die American Academy of Arts and Letters gewählt.
In drei autobiografischen Werken berichtete Masefield aus seinem Leben: In the Mill (1941), So Long to Learn (1952), und Grace Before Ploughing (1966).
Masefield lebte von 1932 bis zu seinem Tode in Burcot. Sein Wohnhaus brannte kurz nach seinem Tod ab.
John Masefield liegt in der Poets’ Corner in der Westminster Abbey begraben.

## Zitat
“I must down to the seas again, to the lonely sea and the sky,
And all I ask is a tall ship and a star to steer her by…”

„Ich muss wieder hinab zum Meer, zum einsamen Meer und dem Himmel
Und ich brauche nur ein großes Schiff und einen Stern, nach dem ich steuern kann …“